# Christian Ljunggren
Christian Erik Arne Ljunggren, född 30 januari 1942, död 4 februari 2017, var en svensk dirigent, radioproducent och musikadministratör.

## Biografi
Ljunggren var utbildad vid Uppsala universitet och Kungliga Musikhögskolan i Stockholm. Han verkade som körledare och som producent vid Sveriges Radio P2, men också som musikkonsulent vid SKS – Svenska Kyrkans Studieförbund.
Christian Ljunggren var ledare för Adolf Fredriks Madrigalkör sedan 1965 och Nicolai Kammarkör sedan 1974. Vid SR var han främst förknippad med program som Opp, Amaryllis och Önskekonserten.
Inom svenskt körliv har Ljunggren haft flera betydelsefulla positioner. Han var en av grundarna av Föreningen Sveriges Körledare och dess ordförande från starten till 1998. Han har varit redaktör för Sveriges Körförbunds tidning och haft uppdrag inom Riksförbundet Svensk Kyrkomusik. Han har varit sekreterare i Körsam och 1997–2003 dess ordförande. Ljunggren var generalsekreterare i IFCM 1996–1999 och 1999–2005 Liason officer. Sedan 2001 var han Artistic Director i Interkultur och World Choir Games. Ljunggren är begravd på Tyresö begravningsplats.

## Priser och utmärkelser
- 1990 – Årets körledare